# Alexander Hanchett Smith
Alexander Hanchett Smith (ur. 12 grudnia 1904 w Crandon, zm. 12 grudnia 1986 w Ann Arbor) – amerykański mykolog. Włożył duży wkład w taksonomię grzybów, zwłaszcza pieczarkowców (Agaricales).

## Życiorys
A.H. Smith urodził się w Crandon w stanie Wisconsin, był drugim dzieckiem Rut M. i Edwarda A. Schmidta, którzy później zmienili nazwisko na Smith. Po śmierci matki rodzina przeprowadziła się do De Pere w stanie Wisconsin, gdzie zamieszkali z dziadkami ze strony ojca. Smith w 1923 roku ukończył szkołę średnią w West De Pere. Rok później wstąpił do Lawrence College w Appleton w stanie Wisconsin, gdzie w 1928 roku uzyskał tytuł licencjata. Jesienią 1928 r. rozpoczął studia na Uniwersytecie Michigan, a w 1933 r. uzyskał doktorat za pracę „Badanie form dwuzarodnikowych w rodzaju Mycena”.
W 1934 r. został mianowany asystentem kuratora na Uniwersytecie Michigan w Herbarium, i pracował tu aż do emerytury. W 1959 r. został mianowany dyrektorem Herbarium i pełnił tę funkcję do 1972 r. W 1968 r. pełnił funkcję zastępcy dyrektora Stacji Biologicznej. Ożenił się z Helen Vendler Smith, doktorantką z botaniki na University of Michigan. Została ona współautorką niektórych jego artykułów i ilustrowała niektóre z jego publikacji. Ich córka Nancy towarzyszyła rodzicom w wyprawach mykologicznych i później także uzyskała doktorat z mykologii na Uniwersytecie Michigan.
Smith był prezesem Mycological Society of America, a od 1945 do 1950 r. redaktorem czasopisma naukowego Mycologia. W 1950 r. został prezesem Michigan Academy of Science, Arts, and Letters, w latach 1966–67 prezesem Michigan Academy, Michigan Botanical Club, Torrey Botanical Club, a w latach 1974–75 Research Club of University of Michigan.
Smith prowadził zajęcia na uniwersytecie w Ann Arbor, a także letnie kursy terenowe na stacji biologicznej Uniwersytetu Michigan w Douglas Lake w stanie Michigan. Ponadto nadzorował dziewięciu doktorantów, z których niektórzy, tacy jak Harry D. Thiers i Orson K. Miller, zostali mykologami.

## Praca naukowa
W ciągu 57 lat pracy w terenie Smith zgromadził ponad 100 000 kolekcji eksykatów grzybów i obszerną bibliotekę zdjęć. Dziś znajdują się one na Uniwersytecie Michigan w Herbarium. Opublikował prawie 200 artykułów i książek o grzybach, w tym wiele książek w postaci monografii różnych rodzajów grzybów wyższych. Pisał także opracowania popularnonaukowe dla grzybiarzy-hobbystów. Jego przewodnik dla grzybiarzy The Mushroom Hunter's Field Guide zebrał kilka doskonałych recenzji  i sprzedał się w ponad 100 000 egzemplarzy. 
Opisał nowe gatunki grzybów. W nazwach naukowych utworzonych przez niego taksonów dodawany jest skrót jego nazwiska A.H. Sm. Na jego cześć nadano nazwy niektórym taksonom grzybów, m.in. są to: Smithiogaster Wright, Smithiomyces Singer, Agaricus smithii Kerrigan, Agrocybe smithii Watling & H.E. Bigelow, Alpova alexsmithii Trappe, Amanita smithiana Bas, Boletopsis smithii K.A. Harrison, Boletus smithii Thiers, Astraeus smithii.

## Wybrane publikacje
Monografie
- North American Species of Mycena, 1947
- North American Species of Hygrophorus, 1963, współautor L.R. Hesler
- A Monograph on the Genus Galerina Earle, 1964, współautor R. Singer
- Contribution Toward a Monograph of North American Species of Suillus, 1964, współautor H.D. Thiers
- North American Species of Crepidotus, 1965, współautor Hesler
- The North American Species of Pholiota, 1968, współautor Hesler
- The Boletes of Michigan, 1971, współautor H.D. Thiers
- The North American Species of Psathyrella, 1972
- North American Species of Lactarius, 1979, współautor Hesler
- The Veiled Species of Hebeloma in the Western United States, 1985, współautorzy V.S. Evenson and D. H. Mitchel

Książki popularnonaukowe
- Common Edible and Poisonous Mushrooms of Southeastern Michigan, 1938
- Mushrooms in Their Natural Habitats, 1950?
- Puffballs and Their Allies in Michigan 1951
- The Mushroom Hunter's Field Guide, 1958, 1963
- Keys to Genera of Higher Fungi, 1964, with R.L. Shaffer
- How to Know the Non-Gilled Fleshy Fungi, 1973, 1981, współautor Helen and Nancy Smith
- A Field Guide to Western Mushrooms, 1975
- How to Know the Gilled Fungi, 1979, współautor Helen and Nancy Smith
- The Veiled Species of Hebeloma in the Western United States, 1984. współautorzy Vera Stucky Evenson i Duane H. Mitchel
- A Field Guide to Southern Mushrooms, 1985, współautor Helen Smith